# ذيصرا (لحج)
ذيصرا هي إحدى قرى الجمهورية اليمنية. تتبع جغرافيًا لمحافظة لحج و إداريًا لمديرية يافع. يبلغ تعداد سكانها 1949 نسمة حسب الإحصاء الذي أجري عام 2004.